# Pomponius Ianuarianus
Pomponius Ianuarianus war ein römischer Politiker und Senator des 3. Jahrhunderts n. Chr.
Ursprünglich Mitglied des Ritterstandes, stieg er in die senatorische Nobilität auf und hatte bedeutende Ämter im spätrömischen Reich inne. Von 282 bis 284 diente er als Praefectus Aegypti. Zwischen 284 und 288 wurde er in den römischen Senat aufgenommen. Im Jahr 288 war er mit Kaiser Maximian Konsul. Vom 27. Februar 288 bis etwa 289 war er Stadtpräfekt von Rom.